# 孔托伊島
21°30′23″N 86°47′54″W / 21.50639°N 86.79833°W

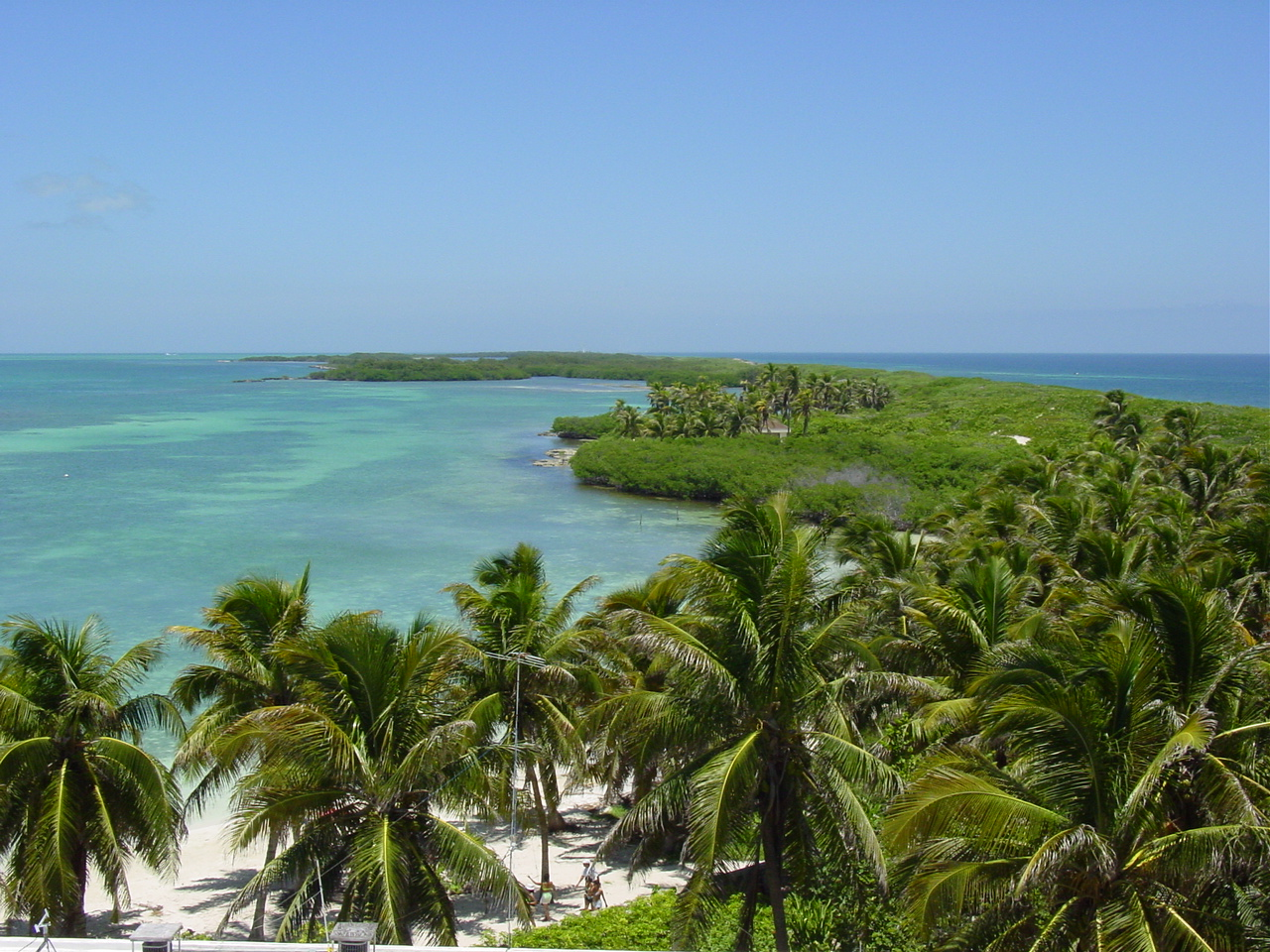

孔托伊島是墨西哥的島嶼，位於穆赫雷斯島以北約30公里，由金塔納羅奧州負責管轄，長8.5公里，面積3.17平方公里，該島在1988年2月成為國家公園，島上無人居住。

## 外部連結
- Amigos de Isla Contoy